# Janne Lehtinen
Janne Lehtinen (Helsinki, 1989) è un giocatore di football americano e allenatore di football americano finlandese che gioca come quarterback per i Porvoon Butchers.

## Palmarès
- 1 Vaahteramalja (Porvoon Butchers: 2023)